# Раш (телесериал)
«Раш» (англ. Rush) — американская медицинская драма, которая транслировалась на телеканале USA Network с 17 июля по 18 сентября 2014 года.
2 октября 2014 года было объявлено, что второй сезон телесериала заказан не будет.

## Сюжет
В сериале идёт рассказ о жизни лос-анджелесского доктора-тусовщика Уильяма Раша (Том Эллис), который работает с очень специфической клиентурой, получая много денег и храня много секретов.

## В ролях

### Основной состав
- Том Эллис — доктор Уильям П. Раш
- Лоренц Тейт — доктор Алекс Бёрк
- Сара Хабел — Ева Паркер
- Рик Гонсалес — Мэнни Мэки

### Второстепенный состав
- Одетт Эннабл — Сара
- Эрика Серра — Лорел Бёрк
- Рэйчел Николс — Коррин Раш
- Гарри Хэмлин — доктор Уоррен Раш
- Уоррен Кристи — Джей Пи

## Производство
Производством шоу занималась студия Fox 21, автором сценария и режиссёром стал Джонатан Ливайн, с Джиной Мэттьюс и Греттой Шарбо. Адам Фиерро выступил в роли исполнительного продюсера. «Раш» был снят в Ванкувере, Британская Колумбия, Канада.

## Эпизоды
| №  | Название                                           | Режиссёр          | Автор сценария               | Дата премьеры    | Произв. код | Зрители в США (млн) |
| -- | -------------------------------------------------- | ----------------- | ---------------------------- | ---------------- | ----------- | ------------------- |
| 1  | «Pilot» «Пилот»                                    | Джонатан Ливайн   | Джонатан Ливайн              | 17 июля 2014     | 1WAW79      | 1,70                |
| 2  | «Don't Ask Me Why» «Не спрашивай меня почему»      | Деран Сарафян     | Джонатан Ливайн и Крэйг Райт | 24 июля 2014     | 1WAW01      | 1,64                |
| 3  | «Learning To Fly» «Обучение полёту»                | Алекс Закржевский | Адам Фиерро                  | 31 июля 2014     | 1WAW02      | 1,79                |
| 4  | «We Are Family» «Мы — семья»                       | Билл Джонсон      | Мэтт Пикен                   | 7 августа 2014   | 1WAW03      | 1,83                |
| 5  | «Where Is My Mind?» «Где моя голова?»              | Дэвид Барретт     | Майкл Рочфорд                | 14 августа 2014  | 1WAW04      | 1,55                |
| 6  | «You Spin Me Round» «Ты обвела меня вокруг пальца» | Дэвид Стрейтон    | Лиза Рэндольф                | 21 августа 2014  | 1WAW05      | 1.60                |
| 7  | «Because I Got High» «Потому что я накурился»      | Пол Эдвардс       | Джейсон Джордж               | 28 августа 2014  | 1WAW06      | 1,49                |
| 8  | «Get Lucky» «Удачи»                                | Элоди Кин         | Кэтрин Борел                 | 4 сентября 2014  | 1WAW07      | 1,43                |
| 9  | «Dirty Work» «Грязная работа»                      | Аллан Крокер      | Адам Фиерро и Мэтт Пикен     | 11 сентября 2014 | 1WAW08      | 1,87                |
| 10 | «Bitter Sweet Symphony» «Горько-сладкая симфония»  | Деран Сарафян     | Адам Фиерро и Мэтт Пикен     | 18 сентября 2014 | 1WAW10      | 1,63                |

## Отзывы критиков
«Раш» набрал 44 из ста на Metacritic на основе четырнадцати „смешанных или средних“ отзывов. На сайте-агрегаторе Rotten Tomatoes шоу имеет 39% „свежести“, средний рейтинг критиков составляет 4,1/10 на основе восемнадцати отзывов. Критики единодушно согласились: „Грамотный, но слабый медицинский сериал, ему не удалось привнести нечто новое в этот хорошо знакомый нам жанр“.